# 妮娜·梅内加托
妮娜·梅內加托（英語：Nina Menegatto，1978年11月6日 － ）是一名德國女商人，自2019年11月10日起擔任塞波加公國君主，她是第一個擔任這一職位的女性。 

## 生平
妮娜·梅內加托1978年11月6日出生於西德巴伐利亞，她曾就讀蒙特羅莎學院，之後獲得摩納哥國際大學的企業管理碩士。她能說流利的德語、義大利語、英語和法語。從2000年代初開始，妮娜·梅內加托就參與並支持塞波加公國。

## 塞波加公國君主
在前一任塞波加公國君主馬爾切洛一世退位後，妮娜·梅內加托被選舉為新一任塞波加公國君主。 